# Caloboletus polygonius
Bolet non-réticulé
Espèce
Statut de conservation UICN

 DD  : Données insuffisantes
Caloboletus polygonius, le Bolet non-réticulé, est une espèce rare de champignons (Fungi) basidiomycètes non comestibles du genre Boletus dans la famille des Boletaceae. Cette espèce peut se résumer comme un Caloboletus calopus sans réseau, au pied ponctué et généralement moins trapu.

## Taxonomie
Le nom correct complet (avec auteur) de ce taxon est Caloboletus polygonius (A.E.Hills & Vassiliades) Vizzini. 
L'espèce a été initialement classée dans le genre Boletus sous le basionyme Boletus polygonius A.E.Hills & Vassiliades.

### Synonymes
Caloboletus polygonius a pour synonymes :
- Boletus calopus f. ereticulatus Estadès & Lannoy
- Boletus polygonius A.E.Hills & Vassiliades
- Caloboletus calopus f. ereticulatus (Estadès & Lannoy) Blanco-Dios
- Caloboletus ereticulatus (Estadès & Lannoy) Chapon & P.Roux
- Caloboletus polygonius var. ereticulatus (Estadès & Lannoy) Chapon & P.Roux

### Phylogénie
L'espèce était tout d'abord connue comme une forme de C. calopus ; Caloboletus calopus f. ereticulatus, une forme sans réseau, avant que la biologie moléculaire ne lui confère son rang d'espèce.

### Étymologie
L'épithète spécifique polygonius fait référence aux écailles polygonales se formant sur le chapeau de cette espèce, décrites dans la publication originale. Cependant, ce critère s'est révélé ne pas être si typique de l'espèce, et était plutôt dû à un craquèlement de la cuticule dépendant des conditions de pousse, ce qui peut arriver chez plusieurs espèces de bolets.

## Description du sporophore
Les bolets sont des champignons dont l’hyménophore, constitué de tubes et terminés par des pores, se sépare facilement de la chair du chapeau. Ce chapeau d'abord rond, recouvert d'une cuticule, devient convexe à mesure qu’il vieillit. Ils ont un pied (stipe) central assez épais et une chair compacte. Les caractéristiques morphologiques de C. polygonius sont les suivantes :
Son chapeau est de couleur blanc, crème à brun.
L'hyménophore présente des pores crème jaunâtres à jaunes, puis verdâtres, bleuissant à la pression ou aux blessures.
Son stipe est de couleur rouge, jaune en haut, de forme cylindracée et à la surface ponctuée, sans réseau.
La chair est de couleur blanchâtre, bleuissant légèrement à la coupe. Sa saveur est amère.

## Habitat et distribution
Il s'agit un champignon ectomycorhizien, poussant sous feuillus et sous conifères.

## Galerie

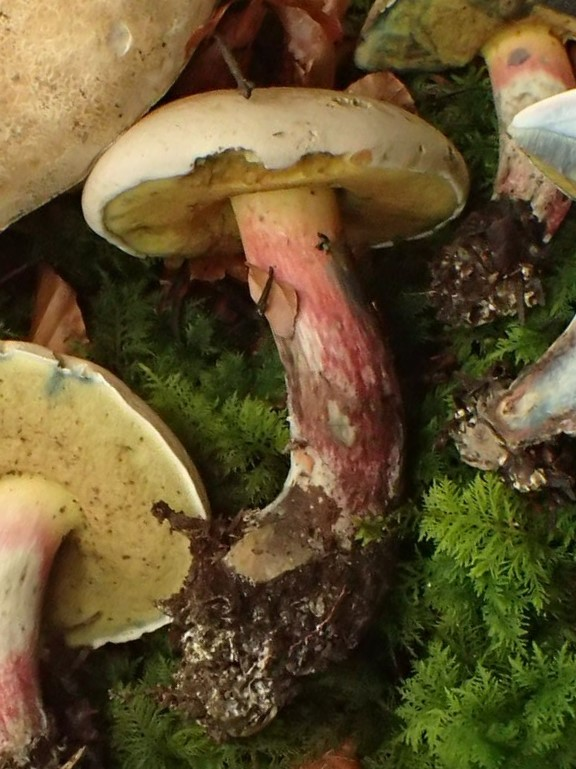
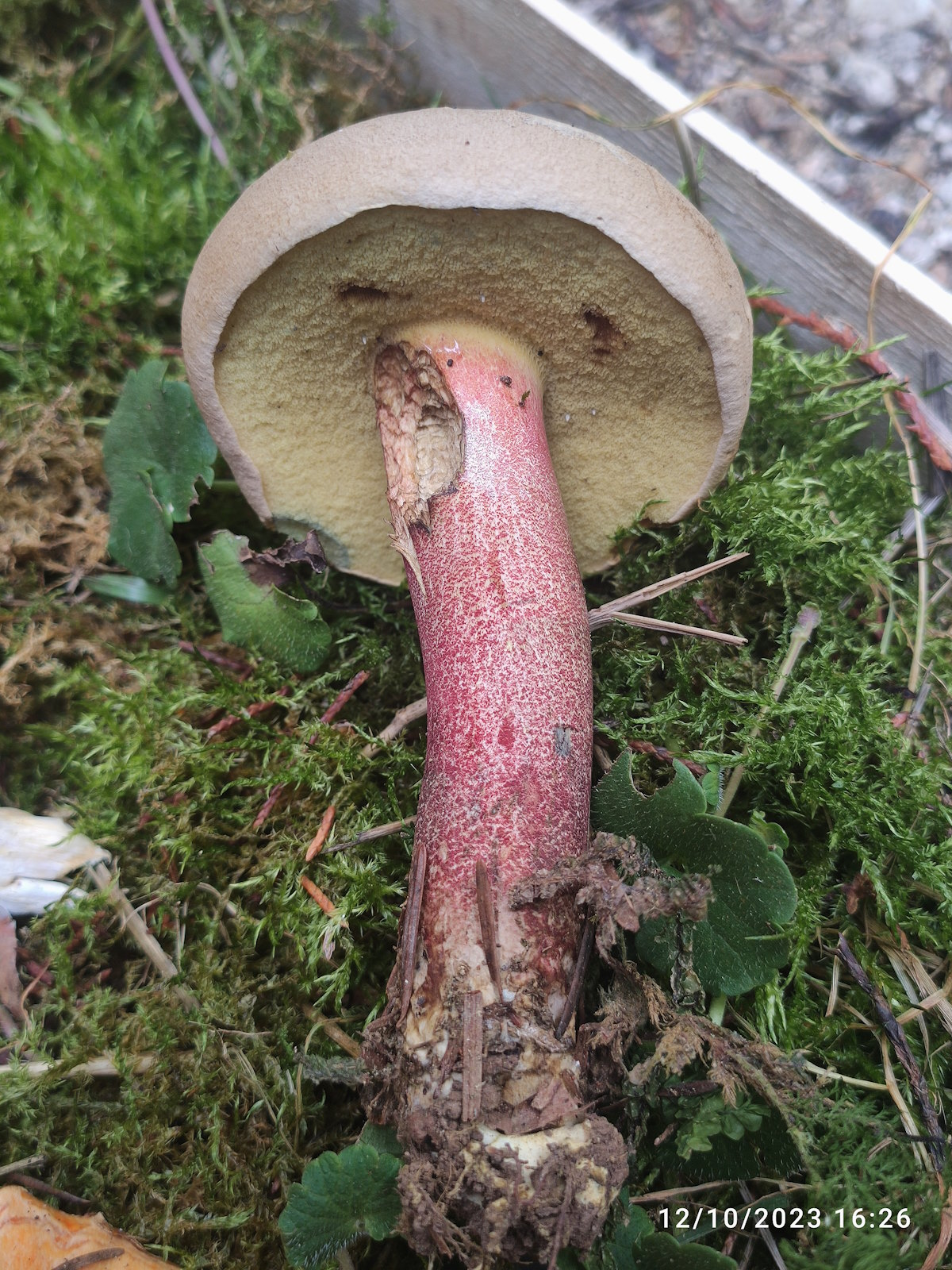
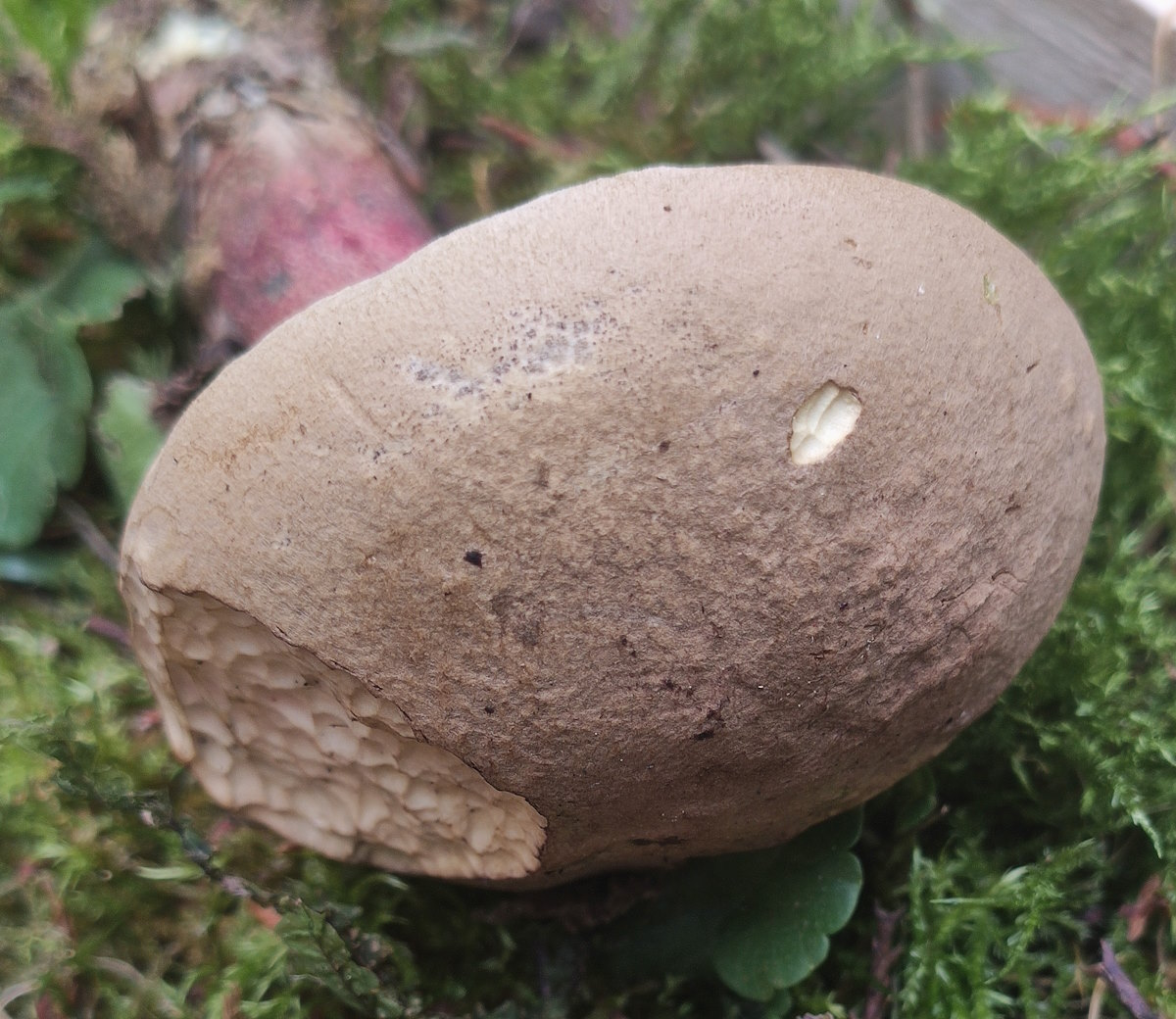
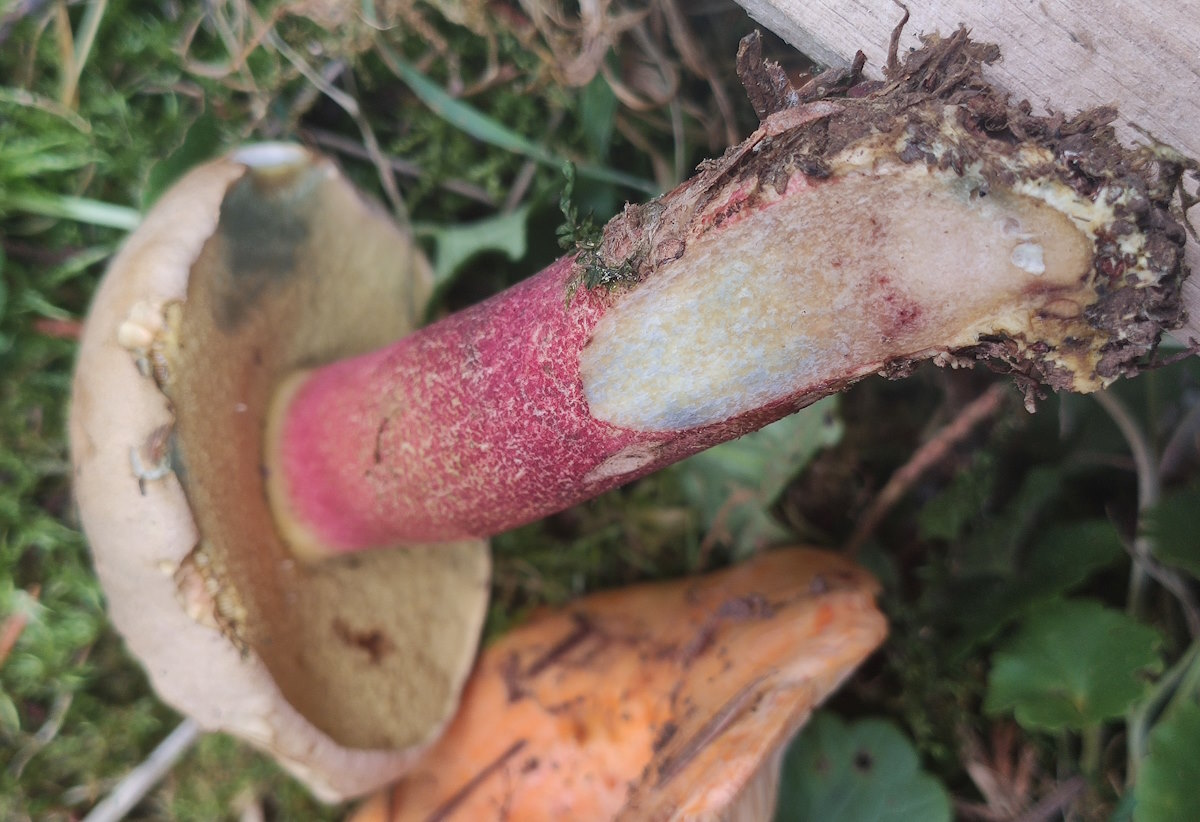
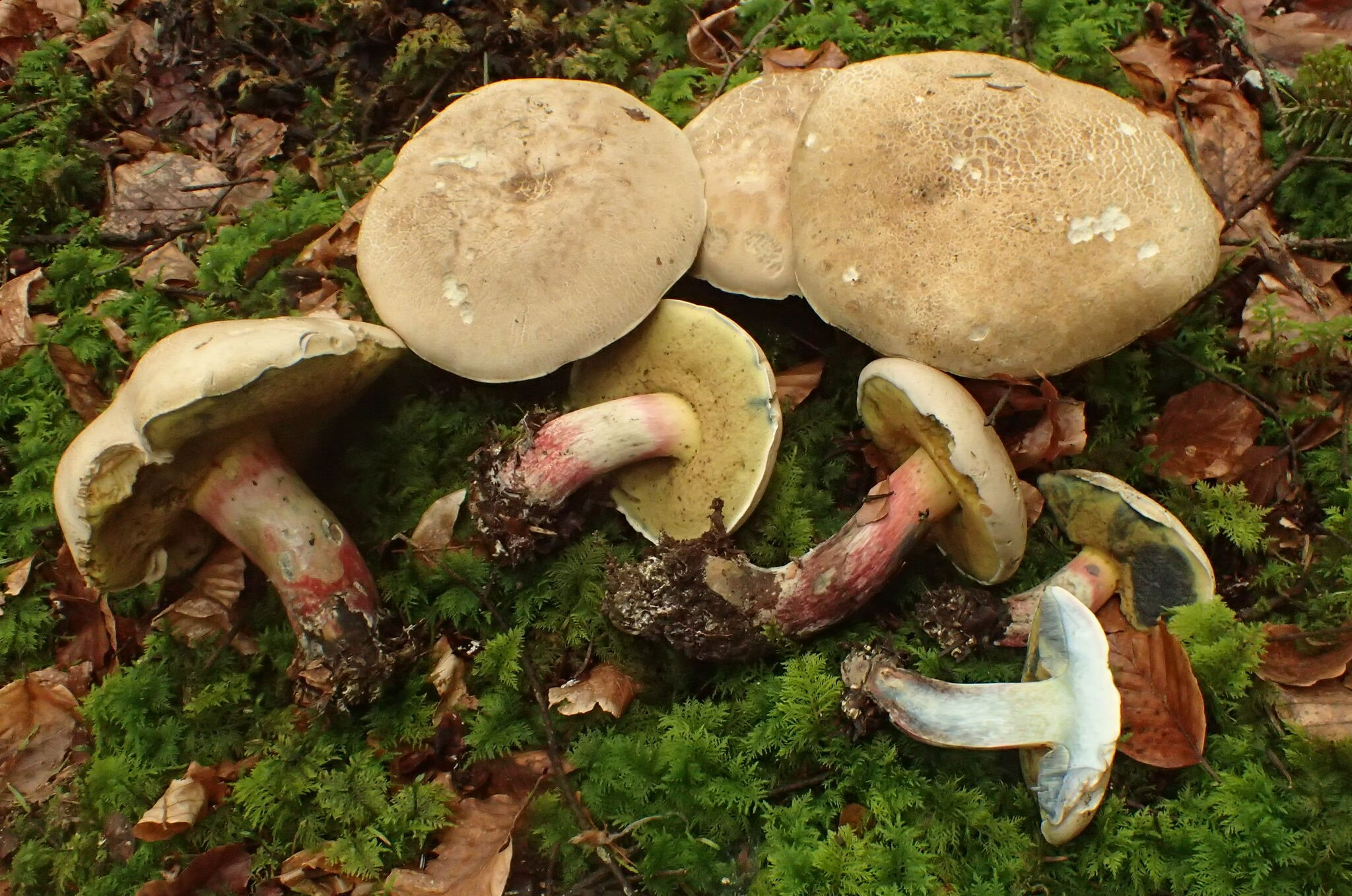

## Comestibilité
L'amertume du Bolet faux-radicant le rend non comestible, potentiellement émétique . 

## Confusions possibles
Il est à comparer avec  le Bolet à beau pied (Caloboletus calopus), au stipe réticulé et généralement plus obèse, beaucoup plus commun. On pourrait aussi le confondre avec des espèces du genre Xerocomellus mais ces derniers ne bleuissent généralement pas autant à la coupe et n'ont pas de saveur amère.